# Теорија система
Теорија система је интердисциплинарна научна област која проучава природу комплексних система у природи, друштву и науци. Прецизније, теорија система је оквир који се користи за анализирање и (ли) описивање било које групе објеката који раде у садејству како би произвели неки резултат. То може да буде један организам, било каква организација или друштво, или електромеханички или информациони артефакт. Теорија система је настала у биологији током двадесетих година двадесетог века, из потребе да се објасни међуповезаност организама у екосистемима. Као техничка и општа академска област, углавном се односи на науку о системима која је потекла од Берталанфијеве Опште теорије система. Маргарет Мид и Грегори Бејтсон су развили међудисциплинарност теорије система.